# Valerij Chondogo
Valerij Anatol'evič Chondogo (in russo Валерий Анатольевич Хондого?; Mosca, 21 settembre 1957) è un ex schermidore sovietico, vincitore di una medaglia d'oro ed una d'argento ai campionati mondiali di scherma.